# Шундеев, Иван Никандрович
Иван Никандрович Шундеев (4 ноября 1930, Еткуль, Уральская область — 23 августа 2015, Коелга, Челябинская область) — советский и российский организатор сельскохозяйственного производства, директор совхоза «Коелгинский», СПК «Коелгинское» (1970—2013), народный депутат СССР (1989—1991), заслуженный работник сельского хозяйства Российской Федерации (1995).

## Биография
Иван Никандрович Шундеев родился 4 ноября 1930 года в посёлке (станице) Еткульской Еткульского сельсовета Еманжелинского района Уральской области, ныне село Еткуль — административный центр Еткульского сельского поселения и Еткульского района Челябинской области. Мать, Анна Даниловна работала почтальоном. У Ивана был младший брат, росли без отца.
Детство прошло в деревне Назарово Еткульского района.
До войны окончил 4 класса. Начал трудовую деятельность весной 1942 года. Работал прицепщиком, заправщиком тракторной бригады, механизатором колхоза «Пламя» Еткульского района. 
В 1950—1954 годах служил в Пограничных войсках КГБ СССР на Дальнем Востоке, на границе с Китаем. В 1954 году вернулся в колхоз, учился в двухгодичной сельхоз-школе повышения квалификации.
Окончил Троицкий агрономический техникум, стал бригадиром колхоза «Пламя».  
Окончил Курганский сельскохозяйственный институт.
- 1957—1961 гг. — механик Назаровского отделения Еткульского совхоза.
- 1961—1965 гг. — управляющий Назаровского отделения.
- 1965—1970 гг. — управляющий Селезянского отделения Селезянского совхоза (село Селезян Еткульского района).

В марте 1970 года, после образования совхоза «Коелгинский», был назначен его директором. Во второй половине 1990-х гг. добился расширения производства, роста поголовья скота, продуктивности до 4000 кг молока на корову, привеса до 600 граммов. В 2008 году был сдан в эксплуатацию Новый Коелгинский животноводческий комплекс на 1200 голов с доильным залом с установкой «Карусель» фирмы «Вестфалия» и родильным отделением, в 2010 году — построен Новый Погорельский комплекс для содержания молодняка. В 2012 году — коровник № 4 на Коелгинском животноводческом комплексе. Коллектив совхоза дважды выходил победителем Всесоюзного социалистического соревнования, награждался Почётными знамёнами ЦК КПСС и Совета Министров СССР, дипломами ВДНХ; ему было присвоено звание «Коллектив высокой культуры земледелия».
Народный депутат СССР от Копейского территориального избирательного округа № 337 Челябинской области (1989—1991).
С 2013 года — заместитель председателя СПК «Коелгинское» по социальным вопросам.
Иван Никандрович Шундеев умер после тяжёлой болезни 23 августа 2015 года в селе Коелга Коелгинского сельского поселения Еткульского района Челябинской области. Похоронен в селе Коелга.

## Награды и звания
- Заслуженный работник сельского хозяйства Российской Федерации, 1995 год
- Орден Октябрьской Революции, 1986 год
- Орден Трудового Красного Знамени, 1981 год
- Орден «Знак Почёта», 1973 год
- Юбилейная медаль «За доблестный труд. В ознаменование 100-летия со дня рождения Владимира Ильича Ленина»
- Почётный гражданин Челябинской области, 13 января 2004 года[3]
- Почётный гражданин Еткульского района, 1995 год
- Почётный гражданин села Коелга
- Бронзовая медаль ВДНХ, 1985 год
- Отличный пограничник, трижды[4][5]

## Память
- СПК «Коелгинское» им.Шундеева И.Н., имя присвоено в апреле 2017 года[6].
- Бронзовый бюст перед зданием конторы сельхозкооператива «Коелгинское», село Коелга Челябинской области. Открыт 4 ноября 2017 года[7].

## Семья
Иван Шундеев был женат, жена Антонина Алексеевна (урожд. Приписцева), агроном. В семье трое детей, сын Анатолий — председатель СПК «Коелгинское» им.Шундеева И.Н.; сын Виктор и ?